# Alam Ara

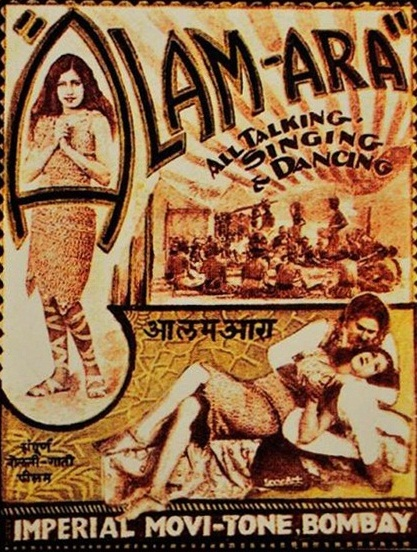
Filmplakat

Alam Ara (Hindi आलम आरा ālam ārā; Urdu عالم آرا) ist ein indischer Spielfilm von Ardeshir Irani aus dem Jahr 1931. Er gilt als erster Tonfilm Indiens und ist in Hindi/Urdu.

## Handlung
Die Geschichte handelt von einer königlichen Familie aus dem Königreich Kumarpur. Dort lebt der alte König mit seinen zwei Ehefrauen Dilbahar und Navbahar, die sich ständig bekriegen. Die Situation eskaliert, als ein Fakir prophezeit, dass Navbahar den Erben des Königs gebären wird.
Dilbahar versucht daraufhin vergeblich, dem zuvorzukommen und den Armeechef Adil zu verführen. Sie zerstört aus Rache dessen Familie und lässt ihn ins Gefängnis sperren. Seine Tochter Alam Ara wird verbannt und von Nomaden großgezogen. Diese stürmen später den Palast, offenbaren Dilbahars Machenschaften, befreien Adil und Alam Ara heiratet den Prinzen des Reichs, in den sie sich verliebt hatte.

## Hintergrund
Alam Ara wurde von Rodgers und Hammersteins Show Boat inspiriert.
Alam Ara wurde von Iranis Gesellschaft Imperial Movietone unter Anleitung des amerikanischen Toningenieurs Wilford Deming und Verwendung des aus dem Westen eingeführten Tanar Sound Systems produziert, das zwar Bild und Ton mit einem Gerät aufzeichnete, aber bereits Mitte der 1930er keine Verwendung mehr im indischen Film fand. Die Premiere des Films war am 14. März 1931 in Esoofallys „Majestic Theatre“ in Bombay und Alam Ara gewann damit das Rennen der Produktionsfirmen um den ersten indischen Tonfilm knapp vor Madan Theatres’ Großproduktion Shirin Farhad, die jedoch kommerziell erfolgreicher wurde. Bereits diese ersten Tonfilmproduktionen etablierten den Musical-Typus des indischen Mainstream-Films mit Musik, Gesang und Tanz. Die Geschichte basiert auf Joseph Davids gleichnamigen parsischen Theaterstück.
Unter der Regie von Nanubhai Vakil entstanden mit Alam Ara (1956) und Alam Ara (1973) zwei weitere, gleichnamige Verfilmungen des Stücks.
Der Film ist verschollen.

## Musik
Der Film hatte sieben Gesangsnummern, von denen Wazir Mohammed Khans Dede khuda ke naam par pyare besonders beliebt war. Das Lied nutzte kommentierenden Chor; eine Technik, die auch später häufig verwendet wurde. Die Schauspieler sangen selbst, das Playbacksystem mit externen Sängern wurde erst Mitte der 1930er Jahre eingeführt.
| Lied                                      | Sänger              |
| ----------------------------------------- | ------------------- |
| Badla Dilwaayega Yaarab Tu Sitamgaaron Se | Zubeida             |
| De De Khuda Ke Naam Pe Pyaare Taaqat      | Wazir Mohammed Khan |